# السرايا (حي)
السرايا هي منطقة سكنية تابعة لشياخة فلمنج بحي شرق بمدينة الإسكندرية في مصر، سُميت بهذا الاسم بسبب وجود العديد من القصور والسرايات التابعة للأسرة العلوية.

## أهم المعالم
- محطة ترام السرايا.
- مستشفى الأقبال.